# Gordon Allport
Gordon Willard Allport, ameriški psiholog, * 11. november 1897, Montezuma, Indiana, ZDA, † 9. oktober 1967, Cambridge, Massachusetts, ZDA.
Bil je eden izmed prvih psihologov, ki so se osredotočili na preučevanje osebnosti.

## Izbrana dela
- Studies in expressive movement (skupaj s P. E. Vernonom) (1933)
- Personality: A psychological interpretation. (1937)
- Psychology of Rumor (z Leom Postmanom) (1948)
- The Individual and His Religion: A Psychological Interpretation. (1950)
- Becoming: Basic Considerations for a Psychology of Personality. (1955). ISBN 0-300-00264-5
- Personality & social encounter (1960)
- Pattern and Growth in Personality (1961) ISBN 0-03-010810-1
- Letters from Jenny (1965)
- The Person in Psychology (1968)
- The Nature of Personality: Selected Papers. (1950; 1975) ISBN 0-8371-7432-5
- The Nature of Prejudice (1954; 1979) ISBN 0-201-00178-0

1. 1 2  data.bnf.fr: platforma za odprte podatke — 2011.
2. 1 2  Encyclopædia Britannica